# Esejci

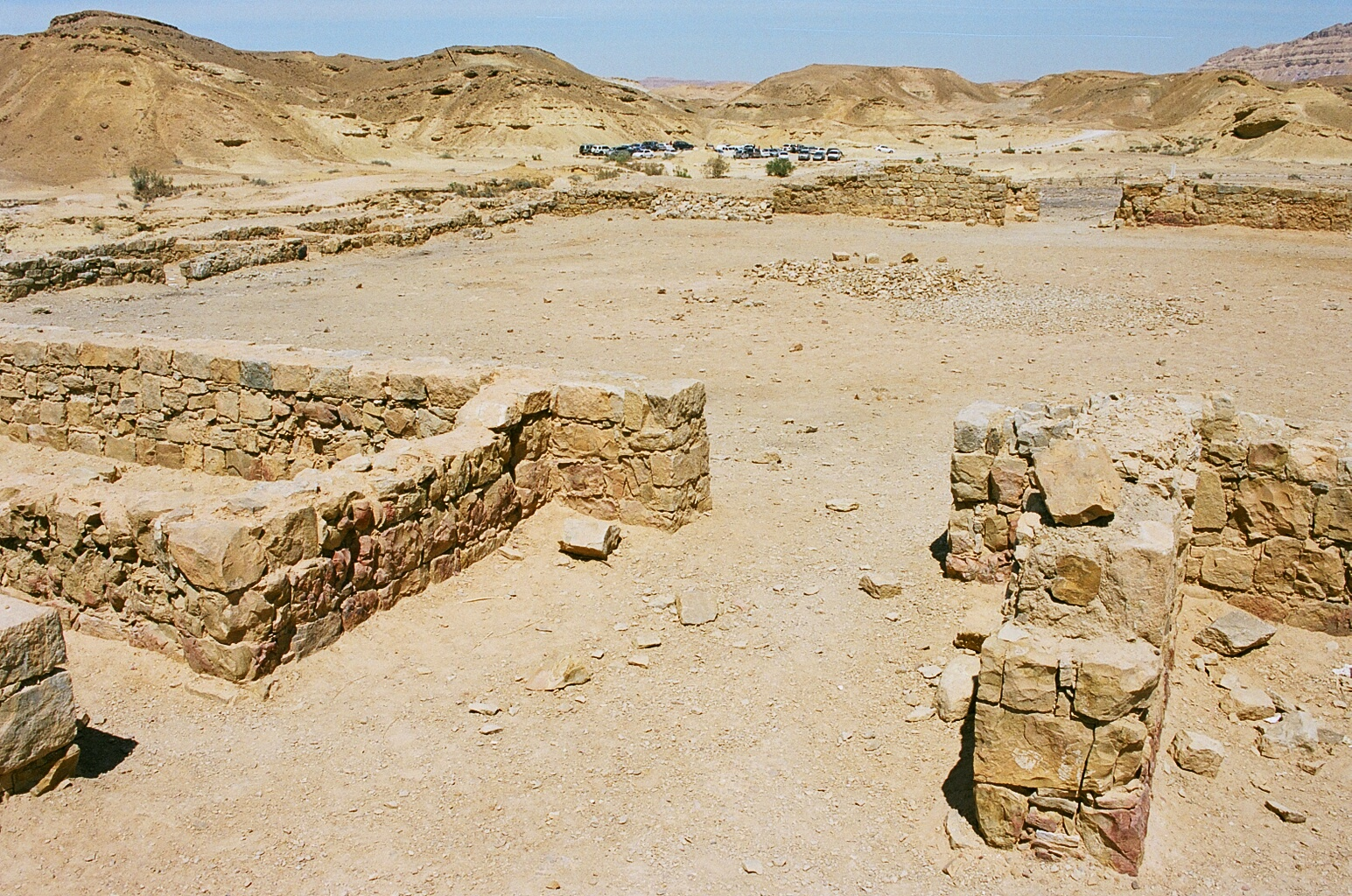
Pozůstatky esejského sídliště v Kumránu

Esejci (někdy také eséni či esséni) byli členové asketického apokalyptického mesianistického hnutí antického judaismu, které vzniklo v polovině 2. stol. př. n. l. a zaniklo roku 68 zničením jejich sídliště v Kumránu. O hnutí se zmiňují již starověcí autoři, v současné době byl zájem o ně probuzen nálezem svitků od Mrtvého moře a archeologickým průzkumem Kumránu.
Název „esejci“ (řec. essaioi) zřejmě nepochází od esejců samotných, ale byli tak pojmenováni jinými. Výraz je odvozen zřejmě od aramejského chasajja („lékaři“) nebo hesi´im („zbožní“). Jelikož počáteční ch nebo h bylo vyslovováno hluboko v krku a řečtina pro ně neměla ekvivalent, bylo vynecháno. Esejci samotní se zřejmě označovali jako Jachad, což znamená „spolek“, „unie“, „společenství“.

## Starověké zprávy
Ze starověkých autorů se o esejcích zmiňuje Plinius starší, který mluví o skupině „bez žen a veškeré sexuální lásky, bez peněz, jen ve společnosti palem.“ Filón Alexandrijský, řecký Žid, viděl esejskou komunitu v širších souvislostech, a tak zmiňuje navíc i počet esejců – 4000 mužů, kteří „žijí v řadě judských měst a také v mnoha vesnicích a osadách.“ O stejném počtu se zmiňuje i Josephus Flavius, který navíc mezi esejci strávil nějakou dobu (stejně jako u saduceů a farizeů). Dílo Josepha Flavia parafrázoval o něco později Hippolytus (cca 170–236), čerpal však zřejmě i z jiných pramenů, protože popisuje navíc např. esejské stolování.

## Historický vývoj

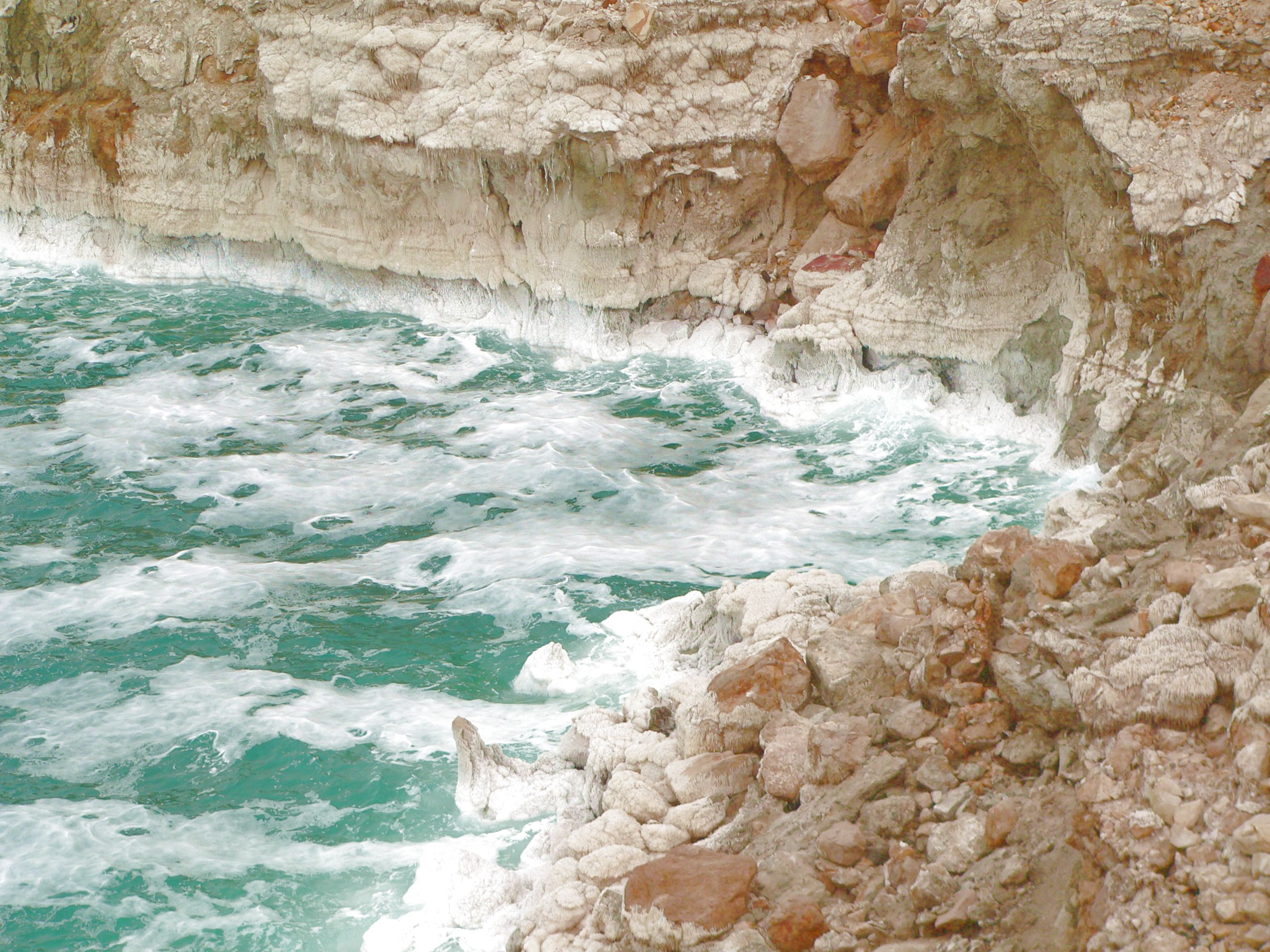
Nedaleko Kumránu se rozkládá Mrtvé moře

Dějiny esejského hnutí jsou dosti nejasné – kvůli jejich uzavřenosti se o nich příliš mnoho zpráv nezachovalo. Brzy po objevení svitků od Mrtvého moře byla komunita v Kumránu ztotožněna s esejci. V průběhu let se vyskytli vědci, kteří odmítali esejce a Kumránce ztotožňovat, nicméně nedokázali vyvrátit předkládané důkazy, natož pak přinést své vlastní přesvědčivé důkazy. Dnes je proto obecně přijímáno, že Kumrán obývali skutečně esejci a nikoli nějaká jiná sekta, že svitky do kumránských jeskyní uložili esejci a že velkou část, snad většinu, i sami sepsali.
Literatura, kterou po sobě esejci zanechali (tzv. Svitky od Mrtvého moře) – sice krom jiného obsahuje i jejich vlastní literaturu, v té však většinou místo vlastních jmen používají přezdívky („Učitel spravedlnosti“, „Zločinný kněz“, „Muž lži“), takže je velmi obtížné konkrétní události do dějinného rámce zařadit. Jistou pomocí jsou výsledky archeologického výzkumu v esejském sídlišti Kumránu, zejména mince a paleografická datace svitků, ale i tyto prostředky mají meze.
Samotní esejci popisují v Damašském dokumentu své počátky takto: 390 let poté, co Babyloňané dobyli Jeruzalém, tedy roku 196 př. n. l. se vyskytli lidé, kteří se chtěli řídit zákonem Božím, avšak ve své touze tápali. Po dvaceti letech se však objevil „Učitel spravedlnosti“, který dal hnutí pevný směr. Toto hnutí lze zřejmě ztotožnit s hnutím tzv. chasidim (dosl. „zbožní“), které se angažovalo za makabejského povstání (167–161 př. n. l.) proti Seleukovcům. Odpovídalo by tomu i shodné pojmenování esejců a chasidim.
Hnutí však nebylo přijato a zvedl se proti němu odpor, skupina se proto uchýlila do „země damašské“ a vstoupili do „Nové smlouvy“. Po čtyřiceti letech (tedy roku 136 př. n. l.) se však část mužů, vedených „Mužem lži“, od skupiny odtrhla – zřejmě šlo o farizeje, kteří zřejmě vystřízlivěli z nenaplněných apokalyptických představ (odtud také může pocházet název farizeů – „oddělení“). Esejci pak také později farizeje kritizovali jako „hledače hladkosti“ či „přemisťovatele mezníků“ (jelikož přizpůsobovali příkazy Tóry tehdejším podmínkám).
Další vývoj je zřetelný z nálezů mincí v Kumránu – první pocházejí z období vlády Jana Hyrkána (134–103 př. n. l.), menší osídlení však v Kumránu mohlo existovat i dříve. Někdy mezi lety 39–31 př. n. l. však esejci Kumrán opustili. Důvod není zcela jasný – mohlo to být kvůli nájezdu Parthů anebo zemětřesení, které sídliště poničilo. V tu dobu se zřejmě těšili přízni Heroda Velikého a žili těsně u hradeb Jeruzaléma, kde se po nich dochovaly nádrže, podobné těm kumránským. Do Kumránu se esejci vrátili po Herodově smrti (4 př. n. l.) a sídliště obnovili. Během První židovské války, roku 68, však bylo nakonec kumránské sídliště zničeno římským vojskem, které zde zanechalo na několik let posádku. S Kumránem zaniklo také esejské hnutí. Některé teorie předpokládají, že dnešní Mandejci jsou pozůstatkem uprchlých zbytků Esejců.

## Život esejců
Ačkoli Plinius a Filón uvádějí, že esejci žili v celibátu, realita byla jiná. Na místech, která byla vystavena očím pozorovatelů nejvíce, v Kumránu a Jeruzalémě, esejci skutečně žili bez žen. Úsek z Tóry požadoval, aby se Židé při putování pouští tři dny zdrželi pohlavního styku před tím, než se setkají s Bohem. Jelikož Kumrán a Jeruzalém byla místa Boží přítomnosti, vztáhli esejci tento příkaz i na ně. V judaismu byl (a doposud je) celibát něčím nezvyklým, v Tanachu vlastně není doložen celibát celoživotní. Objevují se tedy domněnky, že v celibátu žila pouze kněžská elita nebo že esejci zůstávali v Kumránu a Jeruzalémě jen po nějakou dobu a pak se vraceli do „táborů“ po celé zemi ke svým ženám. Každopádně mimo tato dvě svatá místa žili esejci v manželství.
Mezi esejci byla hierarchie, trvalo několik let, než byl nově příchozí do esejského společenství plně přijat. Přední postavení měli členové z kněžských rodů, kteří nesouhlasili se saduceji a oddělili se od nich. Kult prováděný saduceji pak považovali za nesprávný, stejně jako jimi užívaný lunární kalendář – esejci užívali solární kalendář, který měl 364 dní (jeho výhodou bylo, že každý rok připadaly svátky na stejné dny v týdnu).

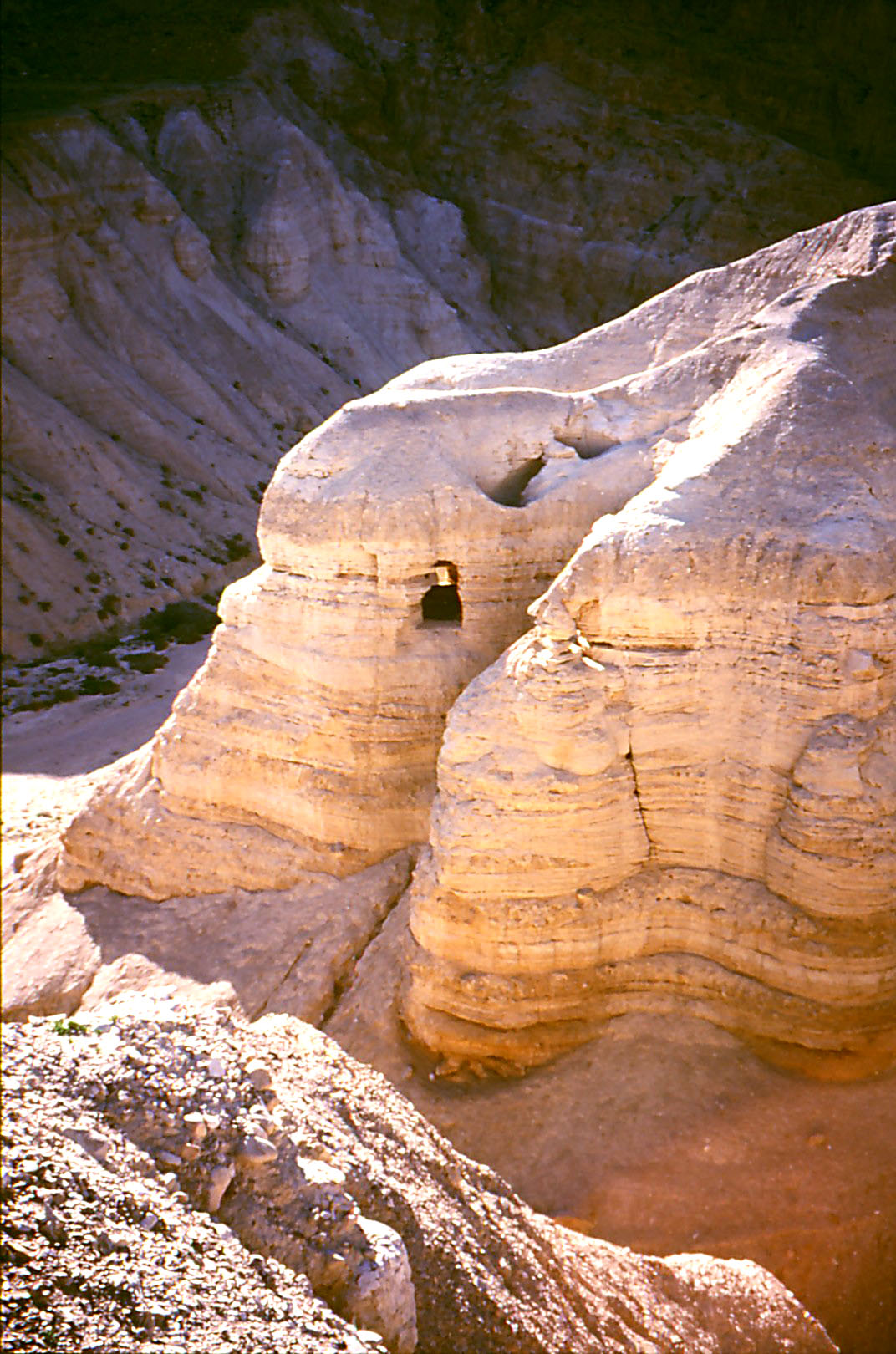
Strmé svahy Kumránu – nahoře jedna z kumránských jeskyní

Život komunity byl podřízen přísnému řádu. Denně prováděli rituální omytí vodou, konali společné modlitby a jedli pospolu. Po většinu dne pak pracovali, večer (a po část noci) studovali svitky. Majetek měli zřejmě společný, byť jistá část majetku byla soukromé povahy – v otázce majetkového vlastnictví není zcela jasno. Společným vlastnictvím se vyznačovalo zejména kumránské společenství, kde majetek spravoval určený správce. „Správa majetku měla zabránit především tomu, aby zboží nebylo poskvrněno, resp. zaručit, že v obci používaný majetek odpovídá předpisům o čistotě.“

## Učení
Žádný spis nalezený v Kumránu nepodává esejské učení soustavně a uceleně. Mnohé pasáže svitků jdou proti sobě, což je dáno dvousetletým vývojem. Základní prvky esejského učení však lze docela dobře rozpoznat.
Esejské hnutí bylo především apokalyptické – očekávalo zásadní zvrat, Boží zásah, při kterém zanikne Chrám, znečištěný bohoslužbou saduceů, a následně sestoupí z nebe Chrám nový. To bude doprovázeno bojem mezi silami dobra („syny světla“, tj. esejci) a silami zla („syny tmy“, tj. všichni ostatní). Zároveň se také objeví nejprve prorok, který zvěstuje příchod mesiáše, a následně přijde davidovský (královský) a áronovský (kněžský) mesiáš.
Nejde však o dualismus ontologický – síly dobra a zla nejsou v esejském pojetí rovnocenné, obě stvořil Bůh, který všemu svrchovaně vládne. Bůh rovněž stanovil předem, že síly dobra zvítězí. Protiklad mezi esejci a „těmi ostatními“ byl vyjádřen i v Řádu Jednoty: členové mají „plnit příkazy dané od Boha skrze Mojžíše a proroky, milovat všechny syny světla a nenávidět všechny syny tmy.“

## Esejci a křesťanství

### Ježíš a esejci
Brzy po objevení svitků se objevila nejrůznější očekávání. Mnoho esejského bylo totiž velmi podobné křesťanskému, byly i takové názory, které říkaly, že Ježíš byl esejec, a že křesťanství tedy vlastně nepřineslo nic nového.
Ježíš měl s esejci jistě mnohé styčné body (zejména očekávání Božího království). Co však bylo typicky esejské, odmítal – vystupoval veřejně, setkával se s celníky a hříšníky. Nenávist esejců vůči všem, kteří nepatří do stejné názorové skupiny, Ježíš výslovně zavrhoval a přikazoval lásku ke všem lidem, i k nepřátelům. Očekávání blízkého příchodu Božího království mělo pro Ježíše také jiné vyústění – zatímco esejci příkazy Tóry radikálně vyostřili, Ježíš tyto příkazy relativizoval a, podle křesťanů, ukazoval jejich podstatu.

### Křesťané a esejci
Diskuse mezi prvními křesťany a židy se nevedla ani tak o Ježíšových zázracích či o prázdném hrobě po jeho ukřižování, jako spíše o to, zda tyto činy a události jsou ve shodě s tím, co říká Písmo. Židovské chápání mesiáše se s Ježíšovou smrtí neshodovala ani v nejmenším, vždyť ten, kdo byl pověšen na kůl, byl dokonce proklet Bohem. Křesťané však místo z knihy Izajáš o trpícím Božím služebníkovi vztáhli právě na Ježíše a začali je interpretovat mesiášsky.
Křesťanská zvěst o tom, že mesiáš již přišel, musela bezpochyby vyvolat velký ohlas, zejména u esejců, kteří mesiáše nedočkavě očekávali. Někteří esejci se ke křesťanství skutečně přidali. Křesťanská komunita v Jeruzalémě v mnohém napodobovala esejské uspořádání společenství, spíše šlo však o rivalitu, snahu ukázat, že pravé společenství („jachad“) je to křesťanské, nikoli esejské.
Křesťané a esejci byli tedy dvěma svébytnými názorovými proudy tehdejšího judaismu, veškeré teorie o tom, že křesťanství je pouhou odnoží esejského hnutí, se ukázaly jako nepodložené. První křesťané nebyli esejci a esejci se náhle neproměnili v křesťany.